# Arbeiterwohl
Arbeiterwohl war eine ab dem letzten Fünftel des 19. Jahrhunderts im Zuge der Katholischen Arbeiterbewegung herausgegebene Zeitschrift und fungierte laut ihrem Untertitel als „Organ des Verbandes Katholischer Industrieller und Arbeiterfreunde“. Der Hauptsachtitel der Erstausgabe aus dem Jahr 1881 war als „Aufruf an die Industriellen und Arbeiterfreunde des katholischen Deutschlands“ formuliert.
In dem im J.P. Bachem Verlag in Köln herausgegebenen Periodikum, das bis zum 24. Jahrgang 1904 monatlich erschien, gingen die Christlich-socialen Blätter auf, bevor das Blatt seine Nachfolge in der ab 1905 im Volksvereinsverlag in Mönchengladbach erschienenen Soziale Kultur. SK. Verband für Soziale Kultur und Wohlfahrtspflege (Arbeiterwohl) seinen Nachfolger fand.